# محمود قندوز
محمود قندوز لاعب كرة قدم جزائري من مواليد 24 فبراير 1953 بالحراش (مدينة الجزائر). لعب كمدافع لفريقين جزائريين وآخر فرنسي في الفترة ما بين 1975 و1986، وكذا المنتخب الجزائري.

## المشوار كلاعب
- 1975-1984 :  نصر حسين داي
- 1984-1985 :  مارتيغ
- 1985-1987 :  شبيبة الأبيار

## الانجازات
- وصل إلى نهائي كأس الأمم الأفريقية لكرة القدم 1980 مع المنتخب الوطني
- وصل إلى نهائي كأس الكؤوس الأفريقية سنة 1978 مع نادي نصر حسين داي.
- فائز بكأس الجمهورية الجزائرية لكرة القدم سنة 1979 مع نادي نصر حسين داي.
- وصل إلى نهائي كأس الجمهورية الجزائرية لكرة القدم سنة 1977 مع نادي نصر حسين داي.

## روابط خارجية
- محمود قندوز على موقع الاتحاد الدولي (مؤرشف)  (الإنجليزية)
- محمود قندوز على موقع قاعدة بيانات كرة القدم.إي يو (الإنجليزية)
- محمود قندوز على موقع ناشيونال فوتبول تيمز (الإنجليزية)
- محمود قندوز على موقع عالم كرة القدم.نت (الإنجليزية)
- محمود قندوز على موقع كووورة
- محمود قندوز على موقع أوليمبيديا (الإنجليزية)